# Over de Kook
Over de Kook was een Nederlands televisieprogramma dat te zien is op RTL 4 en RTL 5. In het programma kookte Robert Kranenborg een week lang met amateurchefs in zijn restaurant in Amsterdam. Het lijkt op het BBC-programma Masterchef. Samen met zijn dochter Priscilla Kranenborg, die de bediening voor haar rekening neemt, leert Kranenborg de hobbykoks hoe het werk in een professionele keuken eraan toe gaat. Kranenborg beoordeelt de gerechten van iedere hobbykok met een cijfer tussen de een en de tien. Ook komen er elke avond tussen de 20 en 30 gasten die de gerechten beoordelen met een cijfer. Elke dag is een van de hobbykoks, degene met de hoogste gemiddelde score, de winnaar van de dag. Aan het einde van de week wint de hobbykok met het hoogste gemiddelde.